# 美国国际媒体署
美国国际媒体署（缩写：USAGM），或译作美国国际新闻署、美国全球媒体总署，是负责美国联邦政府对外广播事务的美国政府独立机构。该机构被认为是美国的外交部门之一。現正依據白宮的改革方案，縮減組織規模及停止資助旗下媒體。
根据其网站，美国国际媒体署的宗旨为“告知、鼓励和团结全世界的人民去支持自由和民主”，并且“对美国的国家利益至关重要”。国际媒体署负责管理国营的美国之音和古巴广播办公室，以及国家资助的自由欧洲电台／自由电台、自由亚洲电台、中东广播网和开放技术基金会等非营利组织。该机构的理事会原本直接管理国际新闻署的新闻网络。但是，在《2017年度美国国防授权法案》于2016年12月通过以后，权利转移给了由总统任命的首席执行官，而理事会变为咨询角色。
美國國際媒體署也在其官方網站發表自我聲明，稱該機構已不可挽救，並造成美國納稅義務人的負擔及浪費，支持白宮對其改革方案。
2025年3月15日，白宮公布美國國際媒體署列為「總統認定的不必要聯邦官僚機構的組成元素」，並停止資助旗下所有媒體機構，在法律允许范围内裁减媒体署的雇员，旗下的自由欧洲电台/自由电台、自由亚洲电台、中东广播网暂时冻结资金30天，而美国之音的全體1300名員工則被立即停職。

## 历史和业务

原美国广播理事会标志。

1994年，美国国会通过《美国国际广播法》，美国政府将美国新闻署、联邦关系与媒体培训办公室整合，正式成立美国广播理事会（简称：BBG），作为美国国务院下属机构。该法案设立了由九名具有投票权的两党成员组成的理事会。其中八名成员由美国总统任命，任期为3年；而另一名成员则由美国国务卿担任，在国务卿任期内自动成为理事会成员。在这一时期，美国广播理事会是美国新闻署的一部分。
理事会的首届成员于1995年8月11日正式就任，名单包括：戴维·伯克（David W. Burke）、泰德·考夫曼、汤姆·克罗洛戈斯、包柏漪、阿尔贝托·莫拉、切丽尔·哈尔彭、马克·纳坦森和卡尔·斯皮博赫尔。
1999年10月1日，《美国外交事务改革和重组法案》（英語：Foreign Affairs Reform and Restructuring Act）通过后，美国广播理事会成为一个独立机构。尽管美国广播理事会的地位发生了改变，该法案依旧将理事会置于美国国务院和美国外交人员服务局的管理下。
自从美国广播理事会组建之后，美国国际广播服务得到了极大的扩展，特别是后“911事件”时代，美国逐渐将外交重点转移到中东地区。
2002年，美国广播理事会推出了7×24小时服务的阿拉伯语广播网——萨瓦电台。该电台主要面向中东地区播送新闻节目和融合西方及阿拉伯风格的音乐。根据美国广播理事会官方网站的介绍，萨瓦电台是该电台覆盖范围内“最受欢迎的调频广播电台频率之一”。
2004年，萨瓦电台的姊妹电视网——自由电视台正式成立，并开始在整个中东地区播出。在自由电视台成立之后，推出了数档颇有影响力的电视节目。例如：《今天》（Al Youm），该节目每天报道来自三大洲五个国家的新闻；和《公平》（Musawat），这是一档关注阿拉伯世界妇女事务和女性权利的节目。

2005年，中东广播网络公司正式成立，其目的是督促阿拉伯广播事业的发展。根据中东广播网络公司的报道，其在阿拉伯地区的广播内容得到的长足的发展。这包括在2009年推出旗舰新闻节目《今天》（Al Youm）、扩大了埃及方面的业务、以及报道包括伊拉克战争、埃及首次民主选举和阿拉伯人对美国选举的看法等等。

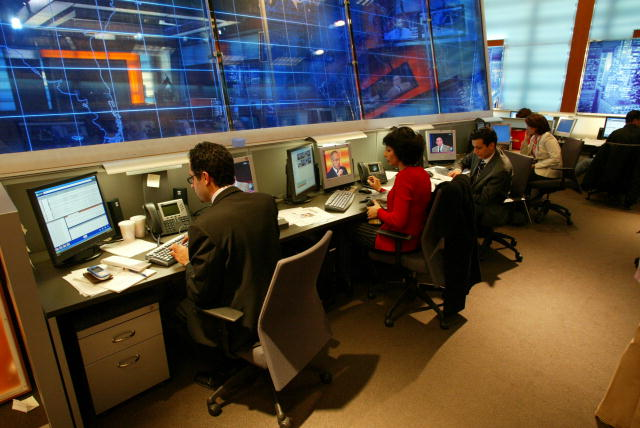
中东广播网络公司（美国广播理事会旗下的专营公司之一）的新闻编辑室。

在美国广播理事会的管理下，不仅仅是针对阿拉伯世界的广播内容在增长，针对其他地区的广播内容也在发展。美国之音联合自由歐洲電台/自由電台推出了针对伊朗年轻人的波斯语广播电台——法尔达电台。2006年，美国之音发起成立了阿史那电视台（TV Ashna），这是互联网上一档采用电视新闻形式制作的一小时直播节目；以及光明电台（Radio Deewa），这是一档每日播出的有关体育、音乐、本地及国际新闻的电台节目。
2016年，据理事会介绍，广播理事会的下属电视网在100个国家或地区采用61种语言播出。全球每周有2.26亿人次的观众通过电视、广播和互联网收听或观看。
2016年12月，根据美国国会通过的《2017年度美国国防授权法案》，美国广播理事会首席執行長取代原理事会負責统筹工作。
2018年，美国总统唐纳德·特朗普决定，将美国广播理事会更名为美国国际媒体署（英語：U.S. Agency for Global Media）。
2025年3月15日，就任美国总统不足100天的特朗普签署行政命令，将美國國際媒體署列為「總統認定的不必要聯邦官僚機構的組成元素」，並停止資助旗下所有媒體機構，在法律允许范围内裁减媒体署的雇员，以減少不必要的開支，提升政府效率。当天，由埃隆·马斯克率领的政府效率部宣布媒体署旗下的自由欧洲电台/自由电台、自由亚洲电台、中东广播网暂时冻结资金30天，而美国之音的全體1300名員工則被立即停職。

## 组织结构

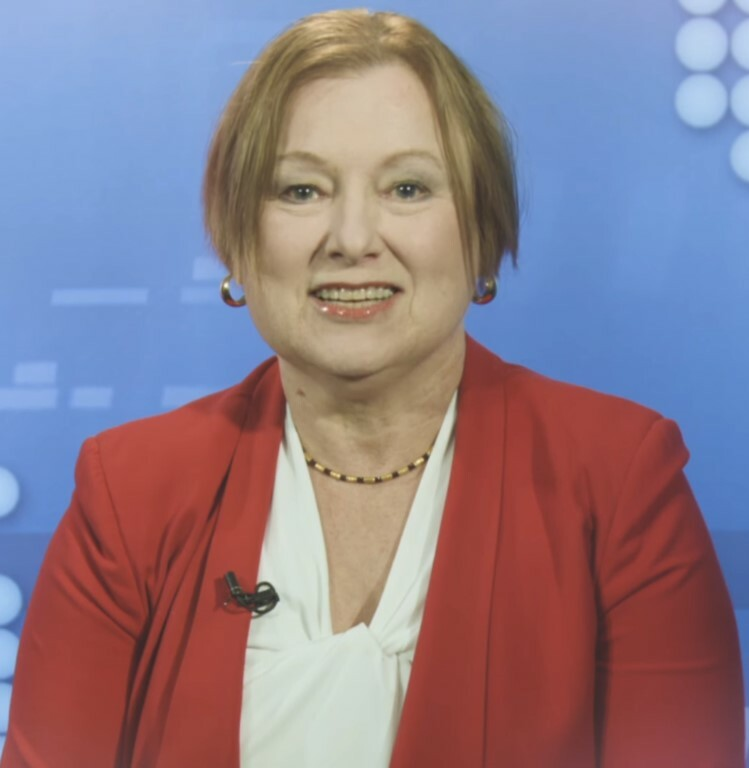
前美国国际媒体署首席执行官阿曼达·贝内特。

最初，美国广播理事会由来自美国两党的9名成员所组成的董事会进行管理。其中8名成员由美国总统提名并经由美国参议院批准后上任，最后1名成员由美国国务卿兼任。为了限制党派争斗，法律规定来自同一党派的成员不可超过4人。总统可任命董事会中除国务卿外的其他任何一名成员为董事会的理事长。董事会在美国广播理事会内充当阻隔政治势力干预新闻报道的“防火墙”。
但是，在2016年12月23日《2017财年美国国防授权法案》生效后，美国国际媒体署仅由美国总统指认的一位首席执行官负责管理。而理事会改名为国际广播顾问委员会（英語：International Broadcasting Advisory Board），成员减至五人，成为由总统任命的咨询角色。因历史原因超出五人限制的成员将继续任职，但是任期结束后不会有人接任。根据2016年的重组法案，任何政府机构的首席执行官都由总统提名，并由参议院确认。然而，前首席执行官约翰·兰辛（英語：John F. Lansing）是在奥巴马时期，民主党占广播理事会多数席位时，由理事会选举并批准的。根据以前的法律，他不需要奥巴马总统的提名，也不需要当时共和党控制的参议院批准。
2018年6月，特朗普总统宣布将提名纪录片导演迈克尔·派克领导该机构。两年后，参议院确认该提名。派克于2020年6月5日上任后，立即将趙克露在内的五位美国之音主管开除或停职。2021年1月20日，他在拜登总统的要求下离职。趙克露成为代理执行长，并撤换了由派克任命的美国之音台长芮里（Robert Reilly）与副台长罗宾斯（Elizabeth Robbins）等多位媒体高层。
2022年9月，美国之音419断播门期间担任台长的阿曼达·贝内特就任执行长。

## 受管理机构
国际广播局所属行政机构
- 美国之音
  - VOA卫视（美国之音中文时段电视节目）
- 古巴广播办公室（马蒂广播电视台）
- 工程和技术服务办公室

国际媒体署所属非营利组织
- 自由欧洲电台／自由电台
  - Current Time
- 自由亚洲电台
  - 歪脑（页面存档备份，存于）
- 中东广播网络公司（英语：Middle East Broadcasting Networks）
  - 自由电视台
  - 萨瓦电台

## 资金来源
美国广播理事会通过提出预算概要向联邦国会申请年度拨款，这份概要可以在美国广播理事会的官方网站查询到。美国广播理事会的董事会会提交一份具体的预算使用报告，用于展示其预算的实际使用举措。其中2011年的举措包括提高全球卫星的分发节目的能力；创建自由亚洲电台的视频节目；以及改善美国之音节目的内容发行渠道。
2011年4月，美国广播理事会宣布，为了对抗互联网审查，其将从美国国会获得额外1,000万美元的拨款。在2011财年的联邦资金使用争议中，时任总统奥巴马批准了美国广播理事会的方案，理事会的宗旨将“扩展为保证从互联网上无限制地获取讯息”。这项工作包括在中国及其他专制政权内开展反审查运动。
2016财年，美国广播理事会获得了7.52亿美元的预算拨款。
该机构设立了200万美元的资金，用于通过开放技术基金会帮助2019-2020年香港反修例活動。2020年6月初，在中国即将颁布香港《国安法》时，特朗普政府凍結了该资金。

## 批评与争议
2010年2月，广播理事会执行董事杰夫·特林布尔（英語：Jeff Trimble）与美国国家安全委员会合作，在美国之音上发表了关于伊朗干扰国际卫星的声明。批评人士认为这一做法破坏了广播理事会和其他政府部门之间的防火墙。作为回应，广播理事会的公共事务总监在发给《外交政策》杂志的电子邮件中称，“广播理事会的‘防火墙’用于保护新闻报道类作品的完整性和可信度。由该机构的高级管理人员发表的官方政策声明不是新闻报道类作品。”
在同一年内，奥马巴政府提名達娜·佩里諾和迈克尔·米汉加入理事会，但被参议员湯姆·科博恩拦截。科博恩希望大家关注该组织的低效性，并在《外交政策》杂志的采访中说：“广播理事会是联邦政府最无用的组织。这里的人完全不懂媒体和外交政策。”参议员吉姆·德敏特在感受到国会对该组织的疏于监管后，也试图通过该提名事件强制广播理事会举行听证会。2010年8月，科博恩向当时的参议院少数党领袖米奇·麦康奈尔写了一封公开信，提到了“关于纳税人通过广播理事会向国际广播机构提供资金的、关于透明性和有效性的、长期以来的担忧。”最终参议院外交委员会取得了关于广播理事会的报告，但是科博恩未能阻止提名。
2015年1月，新上任的广播理事会首席执行官安德鲁·莱克（英語：Andrew Lack）在接受纽约时报采访时说，“我们正面对来自多个实体的很多挑战，例如今日俄罗斯电视台在推广自己的观点，还有中东的伊斯兰国，以及像博科圣地一样的组织。”国务院发言人珍·普萨基后来在1月23日的新闻发布会上澄清说，“美国政府会把这三个（组织）当成一类（组织）吗？不，我们不会。但是，我们有顾虑……俄罗斯独立媒体的生存空间正被挤压，克里姆林宫正在继续向少数剩余的机构施压。”
2016年7月，美國廣播理事會主席傑夫·謝爾在俄羅斯被拒绝入境。在科技网站Gizmodo的报道中，作者马特·诺瓦克（英語：Matt Novak）称广播理事会是美国政府的“政治宣传机构”，并猜测主席被拒绝入境是因为理事会涉嫌替代美国政府进行政治宣传。
2018年，《纽约时报》报道称，该机构针向美国人投放了脸书广告，以宣传其下属的媒体机构。此举可能违反了用于“保护美国人免受本土政治宣传影响”的《信息与教育交流法案》。

### 脚注
1. ↑  中文译名根据自由亚洲电台报道《人权机构获奖 傅希秋吁推翻防火墙》。
2. ↑  中文译名根据美国之音报道《克魯茲談新聞與民主：真相能改變世界》。
3. ↑  中文译名根据美国之音中文网首页下方“其他信息”一栏。
4. ↑  中文译名根据美国之音报道《BBG在世界新闻自由日主办媒体研讨会》。

### 出典
1. ↑  . usagm.gov.   [2022-03-08]. （原始内容存档于March 8, 2022） （英语）.
2. ↑  . 美国广播理事会.   [2016-06-05]. （原始内容存档于2016-06-14）.
3. ↑  Garner, Robert; Ferdinand, Peter; Lawson, Stephanie. . Oxford University Press. 2020-03-15  [May 4, 2021]. ISBN 978-0-19-882061-1. （原始内容存档于October 9, 2021） （英语）.
4. 1 2  . Washington D.C.: The White House. 2025-03-14.
5. 1 2  . USAGM. 2025-03-15. This agency is not salvageable. From top-to-bottom this agency is a giant rot and burden to the American taxpayer—a national security risk for this nation—and irretrievably broken. While there are bright spots within the agency with personnel who are talented and dedicated public servants, this is the exception rather than the rule.
6. ↑  .   [2016-07-06]. （原始内容存档于2016-05-13）.
7. 1 2  Serhan, Yasmeen.  [美国软实力减弱的终极象征]. The Atlantic. 23 February 2021  [17 July 2022]. （原始内容存档于March 27, 2022）.
8. ↑  . BBG.   [2018-02-01]. （原始内容存档于2016-07-09）.
9. 1 2 3   [国际广播法的技术性修订]. Broadcasting Board of Governors.   [May 3, 2017]. （原始内容存档于June 5, 2019）.
10. 1 2  Eggerton, John.  [国防法案将废除广播理事会]. Broadcasting & Cable. 2016-12-01  [2017-01-21]. （原始内容存档于February 2, 2018）.
11. 1 2  Palmeri, Tara.  [特朗普将继承国营电视网络并扩大影响范围]. POLITICO. 2016-12-12  [2017-01-21]. （原始内容存档于December 16, 2019）.
12. 1 2  Clark, Charles S.  [特朗普恰好有时机扩大自己在广播理事会的影响]. Government Executive. 2017-01-03  [2017-01-21]. （原始内容存档于June 29, 2019）.
13. ↑   [22 美国法典 § 6203 设立广播理事会首席执行官]. LII / Legal Information Institute.   [2018-02-02]. （原始内容存档于2021-04-18）.
14. ↑  https://www.gpo.gov/fdsys/pkg/CREC-1995-07-19/html/CREC-1995-07-19-pt1-PgD883.htm （页面存档备份，存于） Congressional Record of Senate Hearings
15. ↑  .   [2018-06-04]. （原始内容存档于2021-04-17）.
16. ↑  .   [2018-02-02]. （原始内容存档于2019-09-19）.
17. ↑   [关于萨瓦电台].   [2018-02-02]. （原始内容存档于2017-11-07）.
18. ↑   [广播理事会网站].   [2018-02-02]. （原始内容存档于2016-07-09）.
19. ↑   [关于自由电视台]. Alhurra.   [2022-07-17]. （原始内容存档于2016-07-06）.
20. ↑   [美国赞助的阿拉伯电视台聚焦于其他人忽略的女性]. 2010-04-15  [2018-06-04]. （原始内容存档于2017-11-24）.
21. ↑   [案例研究 - 宗教、媒体和国际事务 - 雪城大学]. sites.maxwell.syr.edu.   [2016-07-06]. （原始内容存档于2016-09-14）.
22. ↑  . BBG.
23. ↑  . www.sourcewatch.org.   [2018-02-02]. （原始内容存档于2021-04-11）.
24. ↑  . VOA.   [2020-06-25]. （原始内容存档于2021-03-09）.
25. 1 2  2016 BBG Informational Factsheet
26. ↑   [“最没价值”的美国政府机构可能成为特朗普电视台]. Observer. 2018-08-23  [2019-04-10]. （原始内容存档于2019-04-11） （英语）.
27. ↑  Kine, Phelim. . Politico. 2025-03-14  [2025-03-15] （英语）.
28. ↑  Bianco, Ali. . POLITICO. 2025-03-15  [2025-03-15] （英语）.
29. ↑  . The White House. 2025-03-14.
30. ↑  . BBG.   [2014-03-08]. （原始内容存档于2016-03-10）.
31. ↑  .   [2014-03-08]. （原始内容存档于2016-07-09）.
32. ↑   [拜登政府要求 USAGM 首席执行官帕克辞职]. USAGM. 2021-01-21  [2021-07-17]. （原始内容存档于August 1, 2021）.
33. ↑  台北特约记者 陈民峰. . RFI - 法国国际广播电台. 2021-01-23  [2022-03-15]. （原始内容存档于2022-03-10）.
34. ↑  . VOA. 2022-06-23  [2023-07-11]. （原始内容存档于2023-04-26）.
35. ↑  . USAGM. 2022-12-09  [2023-07-11]. （原始内容存档于2023-05-22）.
36. ↑   [预算摘要].   [2005-05-05]. （原始内容存档于2020-08-16）.
37. ↑  Bluey, Rob.  [奥巴马绕过国务院，支持向BBG提供1000万美元的计划]. The Washington Examiner. 2011-04-11  [2011-05-15]. （原始内容存档于2022-03-06）.
38. ↑  . 香港01. 2020-06-28  [2020-09-14]. （原始内容存档于2022-03-07）.
39. ↑  . TheGuardian.com. January 14, 2010  [March 29, 2020]. （原始内容存档于March 29, 2020）.
40. 1 2 3  Rogin, Josh.  [广播理事会的混乱]. Foreign Policy. April 30, 2010  [April 27, 2011]. （原始内容存档于November 1, 2014）.
41. ↑  Rogin, Josh. . Foreign Policy. April 30, 2010  [April 27, 2011]. （原始内容存档于November 1, 2014）.
42. ↑   [美国国际广播 - 有观众在听吗？] (PDF). June 9, 2010  [June 17, 2016]. （原始内容存档 (PDF)于November 26, 2012）.
43. ↑  .   [June 17, 2016]. （原始内容存档于May 4, 2016）.
44. ↑  . U.S. Department of State.   [2016-06-17]. （原始内容存档于March 4, 2020）.
45. ↑  . 美国之音.   [2021-05-03]. （原始内容存档于2021-05-03） （中文）.
46. ↑  Nixon, Ron; Kramer, Andrew E.  [NBC环球集团高管被拒绝进入俄罗斯]. The New York Times. 2016-07-13  [2021-05-03]. ISSN 0362-4331. （原始内容存档于2021-05-03） （美国英语）.
47. ↑  Novak, Matt.  [美国政治宣传机构的主席被踢出俄罗斯]. Gizmodo. Gawker Media. 13 July 2016  [13 July 2016]. （原始内容存档于August 19, 2017）.
48. ↑  Roose, Kevin.  [美国资助的广播公司向美国人投放广告]. The New York Times. 2018-07-19  [2021-04-11]. ISSN 0362-4331. （原始内容存档于January 9, 2021） （美国英语）.